# فرانكلين إم. فيشر
فرانكلين إم. فيشر (بالإنجليزية: Franklin M. Fisher) هو اقتصادي أمريكي، ولد في 13 ديسمبر 1934 في نيويورك في الولايات المتحدة، وتوفي في 29 أبريل 2019.

## وصلات خارجية
- فرانكلين إم. فيشر على موقع إن إن دي بي (الإنجليزية)